# Hedin (släkt)
Hedin är en svensk släkt från Närke, varav en gren adlats.

## Hedin från Närke

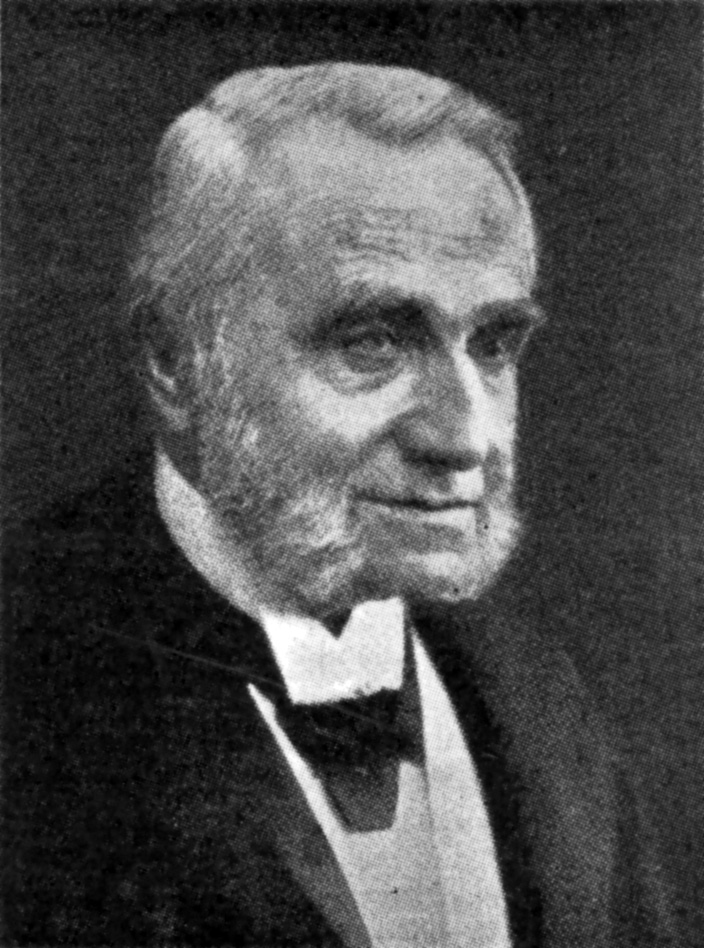
Adolf Hedin.

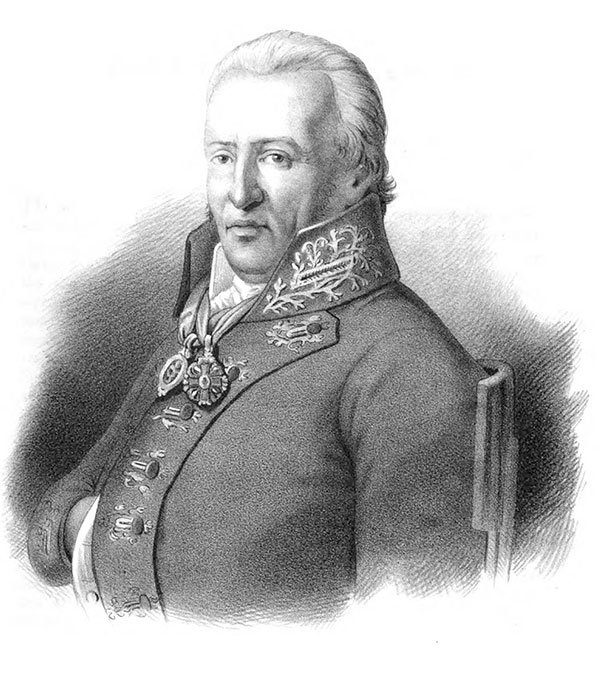
Sven Anders Hedin.

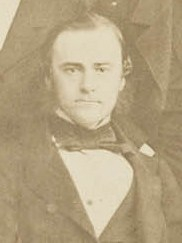
Svante Hedin.

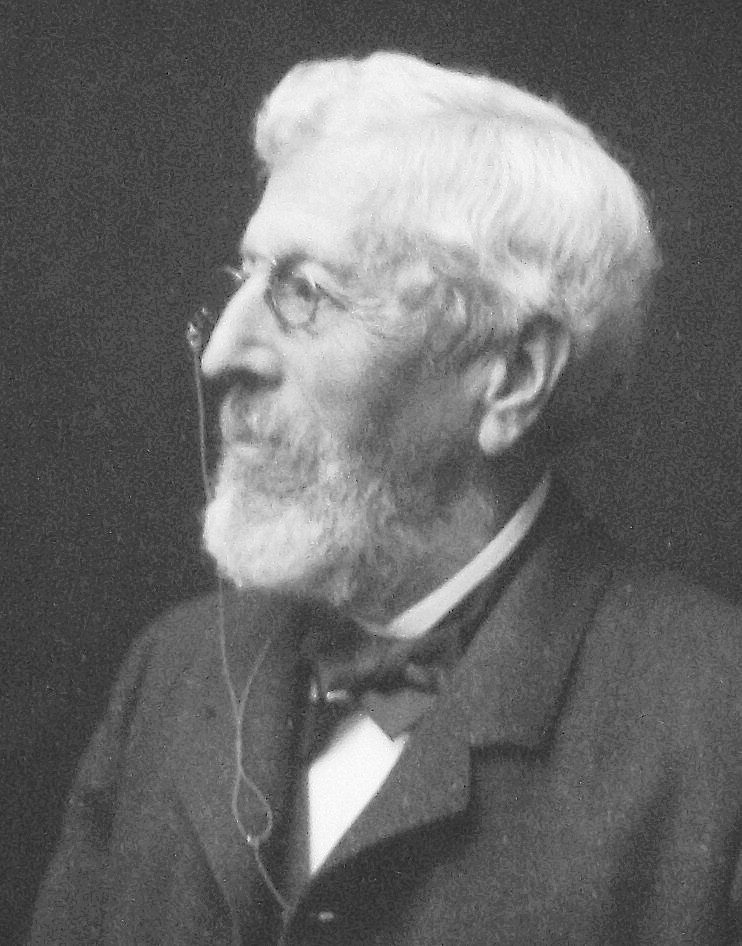
Ludvig Hedin.

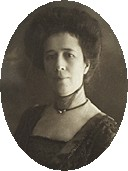
Alma Hedin.

Den släkt med namnet Hedin som redovisas här är en av många släkter med detta namn.
Den är känd sedan mitten av 1600-talet då släktens anfader skall ha bott i byn Hidingsta i Norrbyås socken 1,5 mil söder om Örebro. 
Äldsta med namn redovisade person är dennes son, gårdsfogden Lars Hedin vid Säby (senare Säbylund) i Kumla kommun.  Från hans son Sven Hedin och dennes söner Lars, Gustaf och Fredrik stammar släktens tre grenar. Släktens mest märkvärdiga person är upptäcktsresanden Sven Hedin (1865–1952), som 1902 var den siste i Sverige som adlats. Eftersom Sven Hedin var ogift och barnlös, slöt han själv sin ätt.

### Släktträd i utdrag
Sven Hedin (1683–1751), kyrkoherde i Kräcklinge, tre söner
- Lars Hedin (1712–1794), klockare och byggmästare
  -     - Johan Gustaf Hedin (1789–1867), kyrkoherde, riksdagsman
      - Sven Adolf Hedin (1834–1905), politiker
- Gustaf Hedin (1714–1792), kyrkoherde i Kräcklinge
  - Sven Gabriel Hedin (1741–1821), docent i astronomi, lektor i Strängnäs, professors namn
- Fredrik Hedin (1717–1776), bruksinspektor
  - Carl Gustaf Hedin (1748–1806) prost i Lillkyrka
  - Sven Anders Hedin (1750–1821), läkare
    - Sven Anders Hedin (kansliråd) (1788–1834)
      - Svante Hedin (1822–1896), skådespelare
      - Ludvig Hedin (1826–1917), stadsarkitekt
        - Sven Hedin (1865–1952), upptäcktsresande
        - Alma Hedin (1876–1958), välgörenhetsidkare

      - Gustaf Henrik Leonard Hedin (1828–1894), revisor, gift med
      - + Zelma Hedin (1827–1874), skådespelare
      - Lorentz Alfred (Appe) Hedin (1832–1915), kanslisekreterare, skribent

  - Fredrik Magnus Hedin (1770–1820), apotekare och postmästare i Sigtuna